# Dacnusa flavicoxa
Dacnusa flavicoxa är en stekelart som beskrevs av Thomson 1895. Dacnusa flavicoxa ingår i släktet Dacnusa, och familjen bracksteklar. Arten är reproducerande i Sverige.